# Isanthrene pertyi
Isanthrene pertyi är en fjärilsart som beskrevs av Herrich-Schäffer 1854. Isanthrene pertyi ingår i släktet Isanthrene och familjen björnspinnare. Inga underarter finns listade i Catalogue of Life.